# James Edward Allen Gibbs

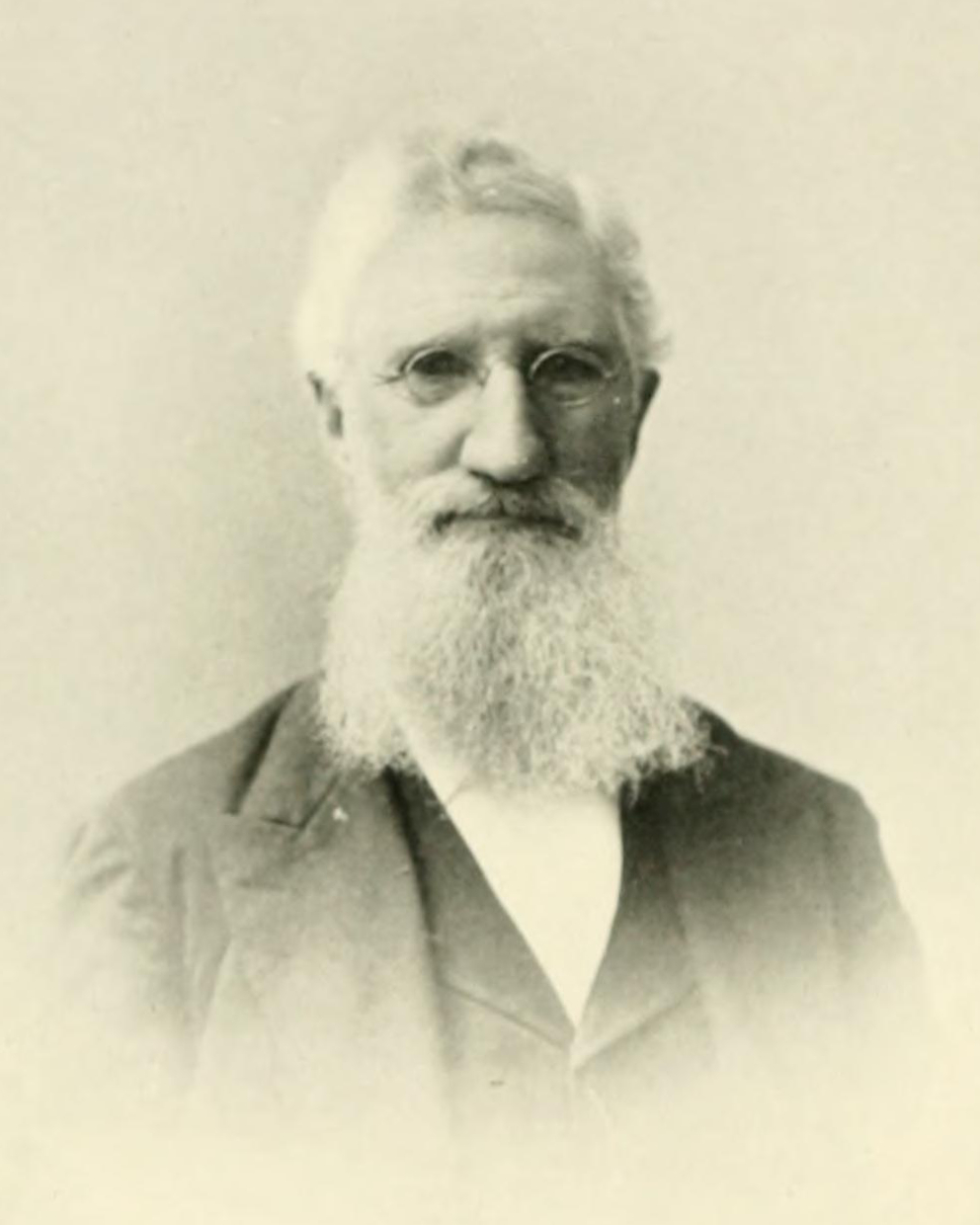
Ảnh James E. A. Gibbs, được chụp trước năm 1902

James Edward Allen Gibbs (1829 – 1902) là nông dân, nhà phát minh và doanh nhân người Mỹ xuất thân từ Quận Rockbridge nằm trong Thung lũng Shenandoah ở bang Virginia. Ngày 2 tháng 6 năm 1857, ông được trao bằng sáng chế cho chiếc máy may chỉ một mũi khâu chuỗi xoắn đầu tiên sử dụng móc quay. Gibbs bèn quay sang hợp tác với James Willcox rồi trở thành giám đốc Công ty Máy may Willcox & Gibbs. Máy may thương mại Willcox & Gibbs vẫn được sản xuất và sử dụng cho đến tận thế kỷ 21.

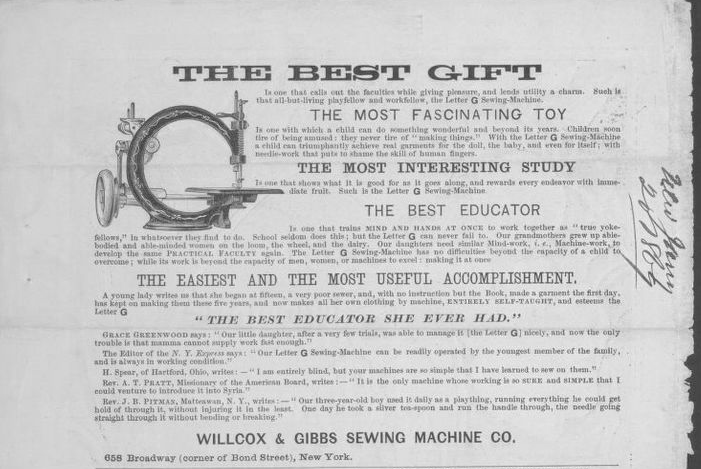
Quảng cáo của Máy may Willcox & Gibbs Chữ G, 1869, từ LOC

Công ty Máy may Willcox & Gibbs do James E. A. Gibbs và James Willcox khởi đầu vào năm 1857 đã mở Văn phòng ở Luân Đôn vào năm 1859 tại số 135 Phố Regent. Khoảng năm 1871, các chi nhánh châu Âu đã có mặt tại số 150 Cheapside, Luân Đôn và sau đó là số 20 Phố Fore, Luân Đôn. Công ty còn thuê John Emory Powers để tiếp thị sản phẩm của mình. Powers là người đi tiên phong trong việc sử dụng nhiều kỹ thuật tiếp thị mới, bao gồm quảng cáo toàn trang dưới dạng một câu chuyện hoặc vở kịch, sử dụng thử miễn phí sản phẩm và gói mua trả góp. Chiến dịch tiếp thị này đã tạo ra nhu cầu về máy may ở Anh mà Wilcox và Gibbs khó lòng đáp ứng nổi. Thiết kế hình tròn của chiếc máy này rất phổ biến đến nỗi nó đã được sản xuất vào đầu thế kỷ 20, rất lâu sau khi hầu hết các loại máy may có thiết kế thông thường hơn. Loại máy này thể hiện việc sử dụng cơ chế khâu chuỗi xoắn quay Gibbs ít bị hoàn tác hơn.
Từ sau thành công của phát minh này, ông bèn đặt tên cho trang trại của gia đình mình là "Raphine". Cái tên này bắt nguồn từ một từ tiếng Hy Lạp cổ "raphis" có nghĩa là "may vá". Cộng đồng Raphine, Virginia đã chọn lấy cái tên này nhằm vinh danh James E. A. Gibbs.

## Hình ảnh

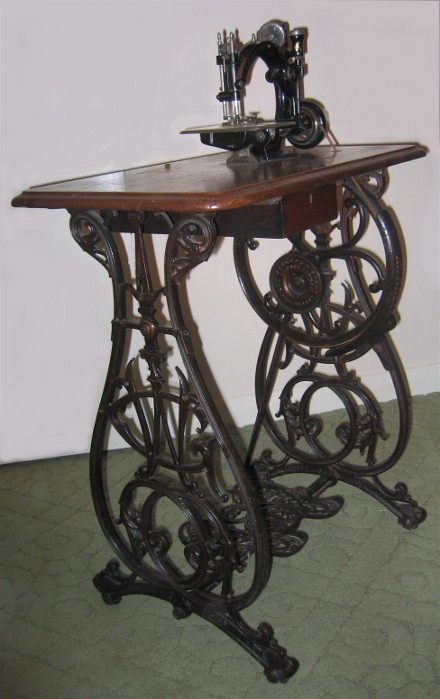
Máy may Wilcox và Gibbs trên bàn đạp được trang trí công phu.
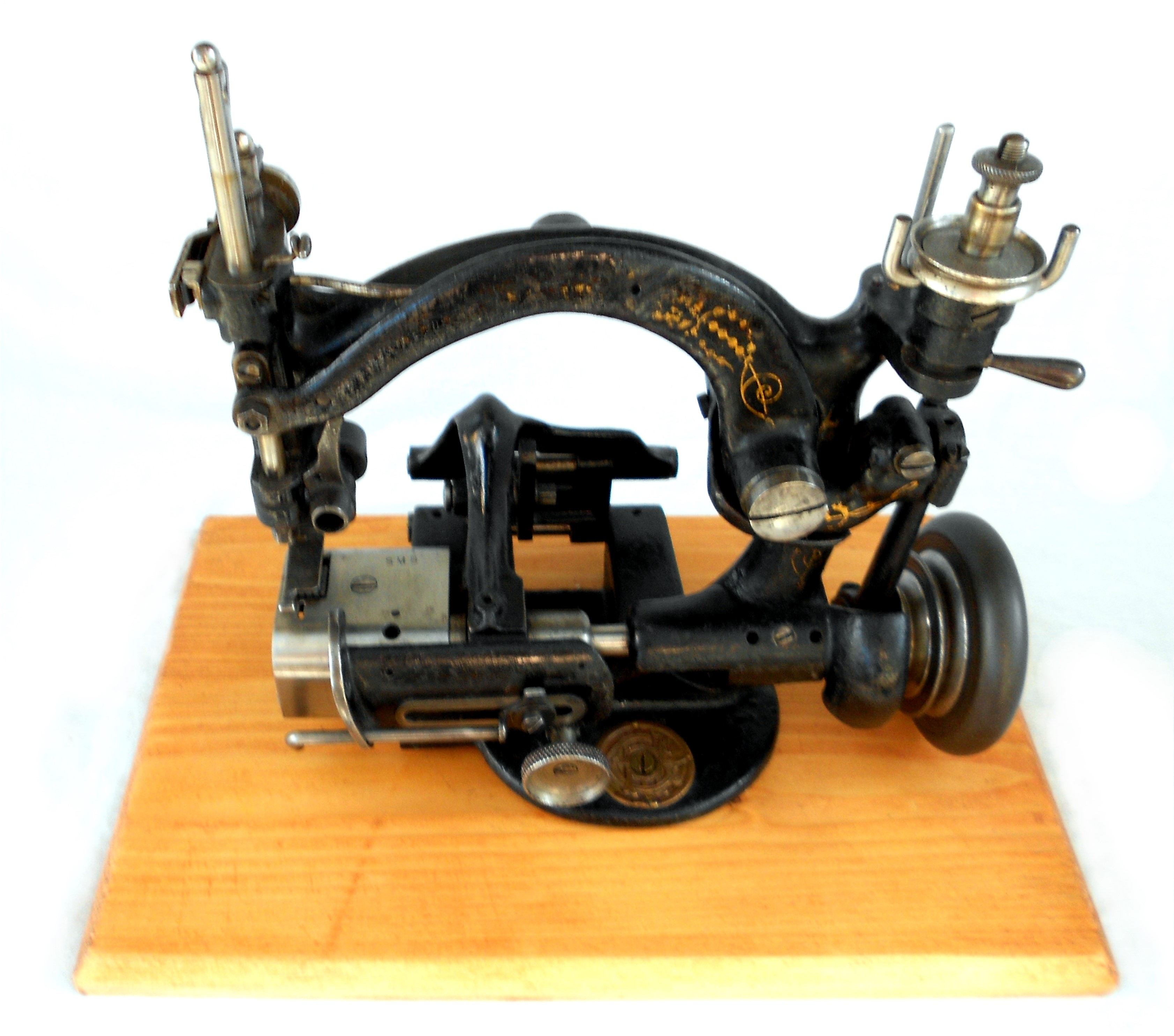
Máy làm mũ rơm của Đức Heinrich Grossmann được chế tạo xung quanh Wilcox và Gibbs.